# Cornago
Cornago tỉnh và cộng đồng tự trị La Rioja, phía bắc Tây Ban Nha. Đô thị này có diện tích là 80,54 ki-lô-mét vuông, dân số năm 2009 là 453 người với mật độ 5,62 người/km². Đô thị này có cự ly 80 km so với Logroño.